# Eunidia cylindrica
Eunidia cylindrica là một loài bọ cánh cứng trong họ Cerambycidae.